# Kvalserien till Elitserien i ishockey 1997
Kvalserien till Elitserien i ishockey 1997 spelades 16 mars-11 april 1997 för att avgöra vilka lag som skulle få spela i Elitserien 1997/1998. Kvalserien bestod av sex lag och spelades i tio omgångar. Södertälje och Västerås IK tog platserna till Elitserien, medan Troja, Mora, Björklöven och Linköping fick spela i Division I 1997/1998.

## Slutställning
| Nr | Lag              | S  | V | O | F | GM | IM | MS  | P  |
| -- | ---------------- | -- | - | - | - | -- | -- | --- | -- |
| 1  | Södertälje SK    | 10 | 7 | 1 | 2 | 33 | 22 | +11 | 15 |
| 2  | Västerås IK      | 10 | 6 | 2 | 2 | 31 | 25 | +6  | 14 |
| 3  | IF Troja-Ljungby | 10 | 5 | 1 | 4 | 30 | 26 | +4  | 11 |
| 4  | Mora IK          | 10 | 4 | 1 | 5 | 29 | 37 | −8  | 9  |
| 5  | IF Björklöven    | 10 | 3 | 0 | 7 | 30 | 36 | −6  | 6  |
| 6  | Linköpings HC    | 10 | 2 | 1 | 7 | 23 | 30 | −7  | 5  |